# Pod Čierťažou
Pod Čierťažou este o arie protejată (arie specială de conservare — SAC, sit de importanță comunitară — SCI) din Slovacia întinsă pe o suprafață de 175,47 ha, integral pe uscat.

## Localizare
Centrul sitului Pod Čierťažou este situat la coordonatele 49°09′32″N 22°05′38″E / 49.158853°N 22.094018°E.

## Înființare
Situl Pod Čierťažou a fost declarat sit de importanță comunitară în septembrie 2015 pentru a proteja 4 specii de animale. Situl a fost protejat și ca arie specială de conservare în octombrie 2017.

## Biodiversitate
Situată în ecoregiunea alpină, aria protejată conține 2 habitate naturale: Fânețe de joasă altitudine (Alopecurus pratensis, Sanguisorba officinalis), Pajiști uscate seminaturale și facies de acoperire cu tufișuri pe substraturi calcaroase (Festuco-Brometalia) (* situri importante pentru orhidee).
La baza desemnării sitului se află mai multe specii protejate:
- mamifere (1): urs brun (Ursus arctos)
- nevertebrate (3): Euplagia quadripunctaria, Isophya stysi, fluturele purpuriu (Lycaena dispar)